# Kongens fødselsdag (film)
 For alternative betydninger, se Kongens fødselsdag. (Se også artikler, som begynder med Kongens fødselsdag)
Kongens fødselsdag er en dansk dokumentarfilm fra 1949.

## Handling
Amalienborg Slotsplads på fødselsdagen. Vagtparaden trækker op. Kong Frederik 9., dronning Ingrid og prinsesserne hyldes af menneskemængde. Kongen taler til børnene.